# Van Hool Linea
Le Van Hool Linea est un modèle de bus du fabricant belge de bus Van Hool produit de 1992 à 1999. Successeur indirect de l'A120, il est la version sur châssis externe de l'A600. La gamme Linea a suivi l’évolution du style de l'A600.

## Les différents châssis

### Châssis Volvo
- Volvo B10R

Le type B10R – moteur placé à l’arrière – était déjà en 1992 en perte de vitesse. Seuls quatre Linea ont été construits sur ce châssis : ex-Monserez 362116 (ex-Dony 441149, puis Nicolay 401112) Geenens 220708, Demuynck 550508 et Parmentier 550804.
- Volvo B10M

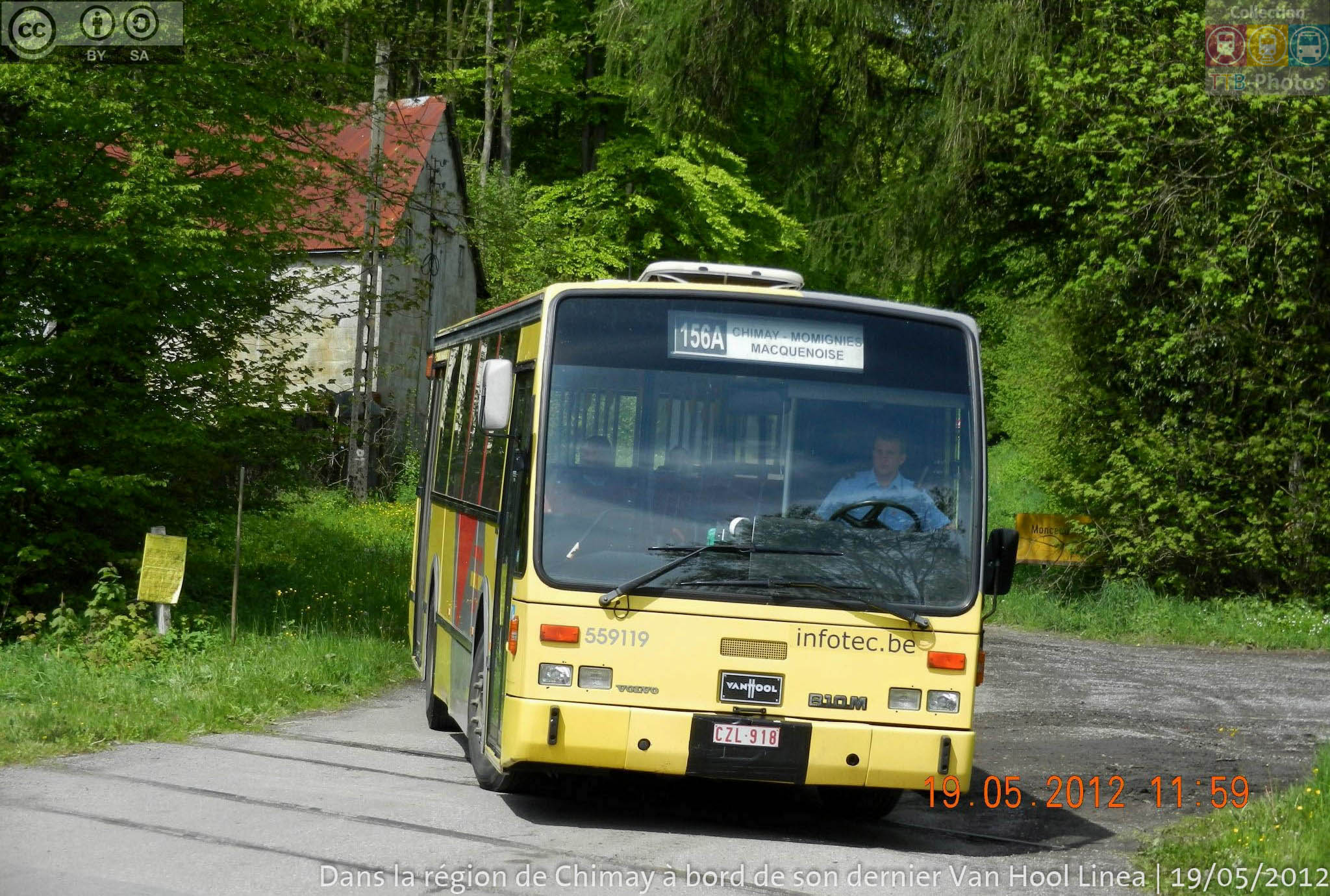
Van Hool Linea sur châssis Volvo B10M

Particulièrement populaire chez les exploitants wallons, le châssis Volvo B10M avait le moteur sous le plancher, entre les deux essieux, en arrière de la cabine du conducteur. Sur les premiers Linea sur châssis B10M, une grande grille développée de refroidissement se trouve du côté du conducteur.
En raison de la position du moteur, le sol doit également être plus élevé. Les premiers exemplaires furent mis en service à la fin de 1992, les derniers en 1999. Au total, il y en a eu 24 exemplaires.
Van Hool a également présenté des véhicules avec la porte tout à l’arrière, comme sur les Roman 462110 et 462113.
- Volvo B10B

Le successeur du B10R était le châssis B10B. De nouveau, le moteur était placé à l’arrière. 26 exemplaires ont été produits pour le marché belge entre 1994 et 2000. Ce modèle fut vendu aussi bien à des exploitants flamands que wallons.
Les Linea construits sur ce type de châssis sont facilement reconnaissables à leur petite fenêtre à l’arrière des deux côtés de l'autobus. En 1997, comme sur les autres Linea et sur l’A600, la bande noire disparaît.

### Châssis Scania
- Scania L113 CLB AA

Il y a eu soixante Linea avec différents types de châssis Scania. La majorité (46) est sur le châssis type L113, avec deux variantes : à plancher élevé (L113 CLB AA) ou à plancher bas (L113 CLL AA). Le modèle L113 est reconnaissable à la grille positionnée sur le côté de la porte de l'autobus.
Le type CLB ne se trouve que chez des opérateurs wallons. Il est reconnaissable à l'emplacement de la grille, et à ses six fenêtres, au lieu de cinq. Sur le côté de la porte, il y a toujours deux grandes fenêtres et une petite (près de la deuxième porte).
La plupart des Linea de ce type ont la bande noire au-dessus des fenêtres, seuls le Nicolay 403107 et 452106 et les Sophibus 561160 et 561161 (tous construits en 1998) ne l’ont plus.
- Scania L113 CLL AA

Le châssis CLL est typiquement choisi par les exploitants flamands. En plus des caractéristiques normales du type L113 (six fenêtres, le long de la grille porte latérale), une autre caractéristique est la deuxième porte un peu décalée, et s’il y a place, une troisième fenêtre arrière. Le plus gros acheteur de ce modèle a été le groupe Decker-Van Riet, avec quelque 16 exemplaires en 1996 et 1997. Les autres bus de ce type furent achetés par plusieurs opérateurs de Limbourg (Mebis, VBM, Melotte).
- Scania L94 IB4X2

À partir de la fin 1998, le L113 a été progressivement remplacé par le châssis L94. Ici aussi, il existait en deux versions : avec plancher haut (IB4X2) et une avec plancher bas (UB4X2). La principale différence avec le type L113 est l’emplacement de la grille : le long du côté du conducteur. Les 12 Linea IB4X2 produits ont tous fini chez des opérateurs wallons. En ce qui concerne la disposition des fenêtres, il y a six fenêtres du côté du conducteur, et cinq côté portes.
- Scania L94 UB4X2

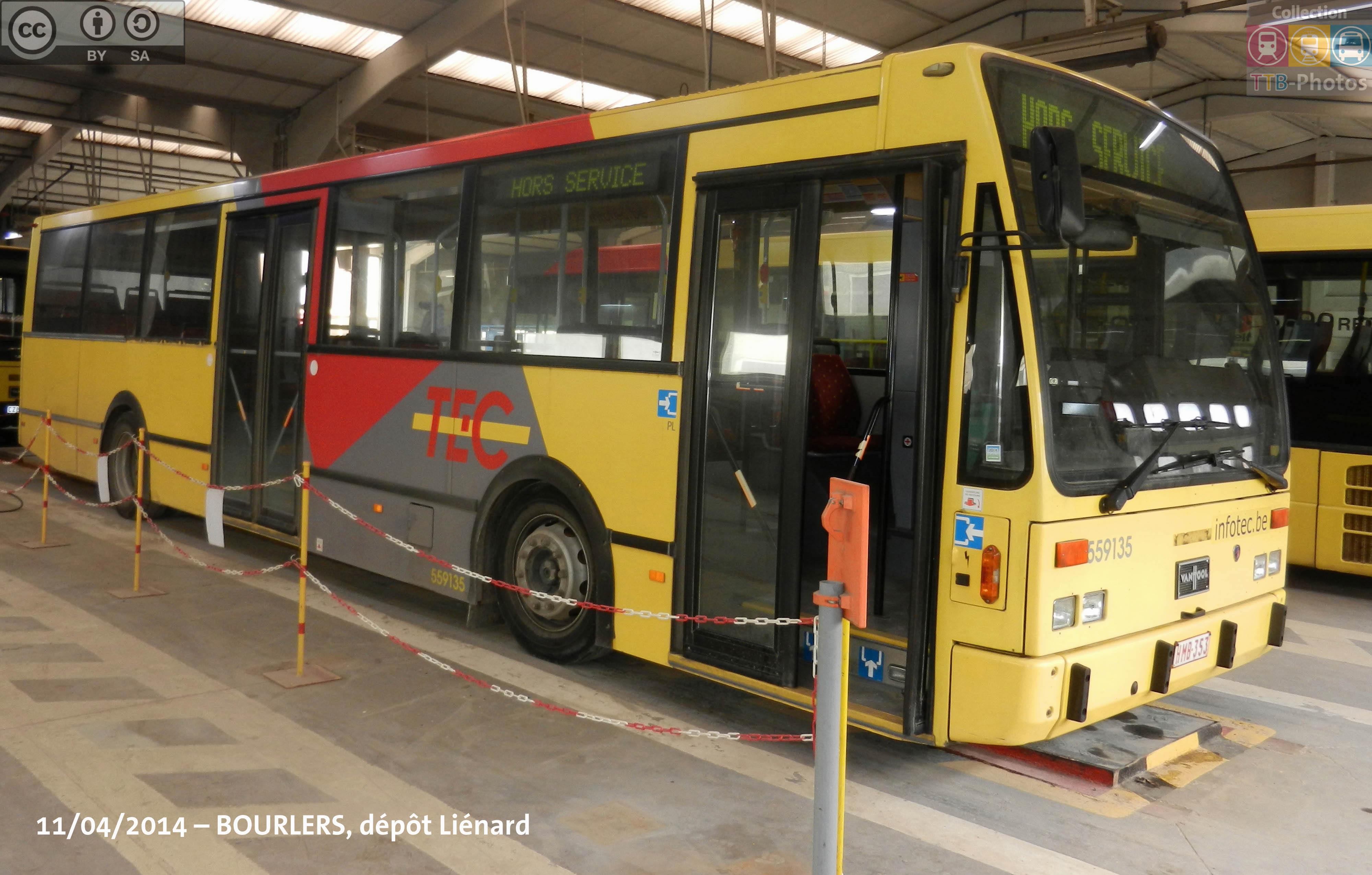
Van Hool Linea sur châssis Scania L94 UB4X2

Sur base du châssis UB4X2, treize Linea ont été construits. Ceux-ci ont roulé principalement en Flandre. Encore une fois, le groupe Decker-Van Riet était le plus gros acheteur. Comme avec le L113 CLL AA, la deuxième porte est poussée légèrement vers l'avant, de sorte qu'il y a de la place pour une troisième fenêtre à l’arrière. En Wallonie, il y a seulement quatre exemples de ce type : Nicolay 401117, Liénard 559135 et 559136 et Garage du Perron 754144.

### Châssis Iveco

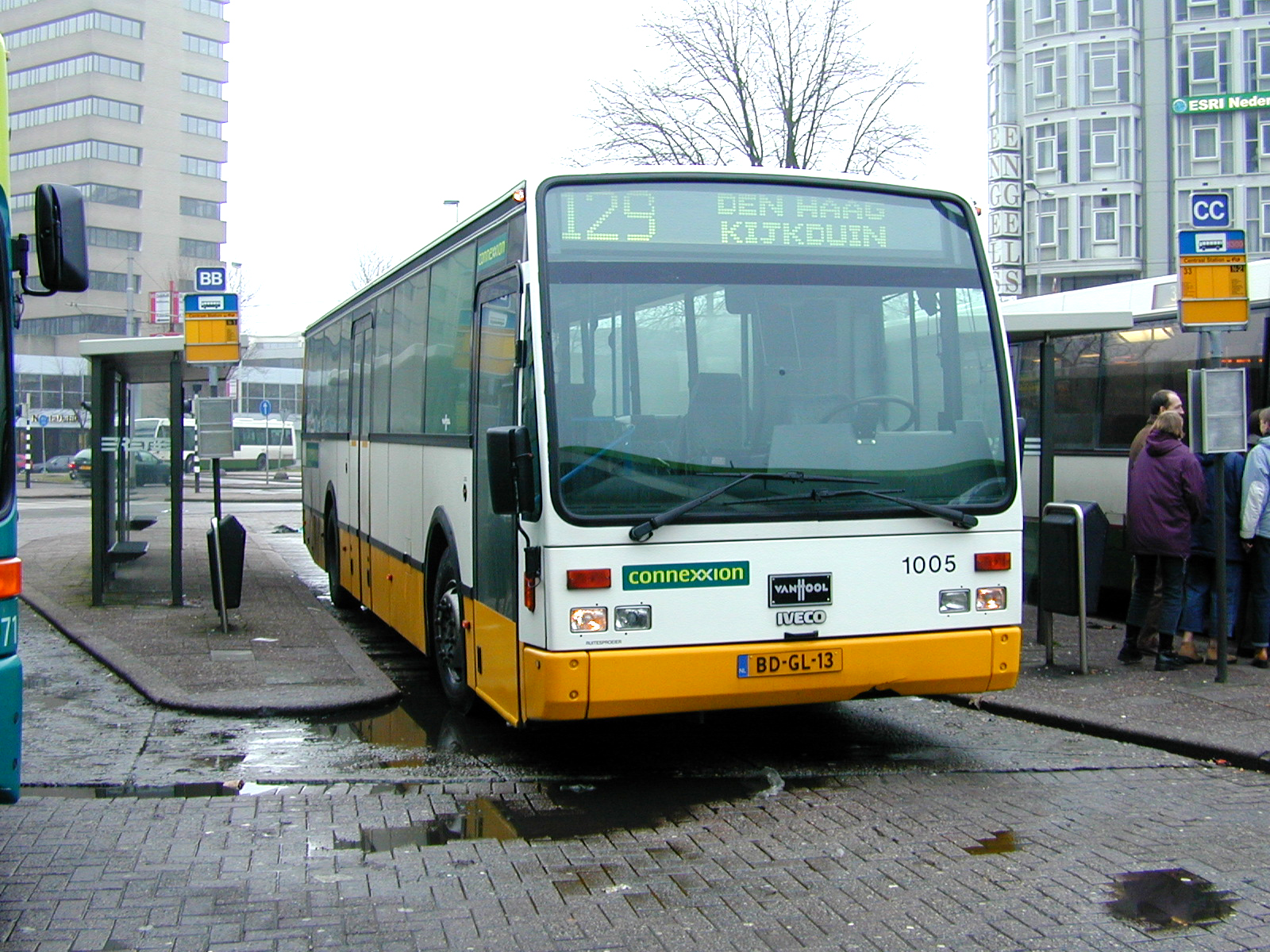
Châssis Iveco

## Exploitants
En Belgique, de nombreux Linea furent commandés par des exploitants privés sous contrat avec TEC ou De Lijn. Ces autobus ont pour la plupart été retirés du service à la fin des années 2010.
| Pays     | Exploitant                      | Type                | Série                                        | Nombre                   | Lieu                 | Remarque                                                                  |
| -------- | ------------------------------- | ------------------- | -------------------------------------------- | ------------------------ | -------------------- | ------------------------------------------------------------------------- |
| Belgique | A. Weyn & Zonen                 | Scania L94 UB4X2    | 221749                                       | 1                        | Flandre occidentale  |                                                                           |
| Belgique | Autobus de Geneval              | Scania L113 CLB AA  | 961171                                       | 1                        | Brabant wallon       |                                                                           |
| Belgique | Autobus De Schelde              | Scania L94 UB4X2    | 111866                                       | 1                        | Anvers               |                                                                           |
| Belgique | Autobus De Schelde              | Scania L113 CLL AA  | 111868, 111870, 119961, 119990               | 4                        | Anvers               | 119990 = ex-De Decker, exex-Citrabus, exexex-St. Christophe               |
| Belgique | Autobus Latour                  | Volvo B10M          | 558101-558112, 558114-558115, 558117, 558199 | 16                       | Namur                | 558101-558104, 558199 sont déclassés                                      |
| Belgique | Autobus Toussaint               | Volvo B10B          | 564113-564114                                | 2                        | Namur                |                                                                           |
| Belgique | Autobus Vandeweege              | Volvo B10B          | 368110-368111                                | 2                        | Flandre occidentale  | Acheté à Demuynck & Vansteeland                                           |
| Belgique | Autocars de Boeck               | Volvo B10B          | 1-ARD-070                                    | 1                        | Flandre orientale    | Ex-Demuynck & Vansteeland 550507, exex-Autobus Vandeweege 368110          |
| Belgique | Autobusdiensten R. Melotte & Co | Scania L94 UB4X2    | 441570                                       | 1                        | Limbourg             | Ex-859170                                                                 |
| Belgique | Autobusdiensten R. Melotte & Co | Scania L113 CLB AA  | 441569                                       | 1                        | Limbourg             | Ex-859169                                                                 |
| Belgique | B&C                             | Volvo B10B          | 111052                                       | 1                        | Anvers               |                                                                           |
| Belgique | Bertrand                        | Volvo B10B          | 701107, 701110                               | 2                        | Liège                |                                                                           |
| Belgique | Bertrand Fernand                | Volvo B10M          | 502108                                       | 1                        | Namur                | Acheté à Le Cinacien                                                      |
| Belgique | Bus et Cars Roquet              | Scania L113         | 506113                                       | 1                        | Namur                |                                                                           |
| Belgique | Bus et Cars Roquet              | Scania L113 CLB AA  | 703103                                       | 1                        | Liège                |                                                                           |
| Belgique | Cars Lux                        | Scania L94 UB4X2    | 179-180                                      | 2                        | Brabant flamand      | Ex-De Decker Utilisé pour les lignes scolaires                            |
| Belgique | Cars Lux                        | Scania L113 CLL AA  | 331176-331178, 302062, 302064, 302067        | 6                        | Brabant flamand      | 302062, 302064, 302067 ex-De Decker                                       |
| Belgique | De Decker                       | Scania L94 UB4X2    | 221479-221480                                | 2                        | Flandre orientale    | Acheté à Cars Lux                                                         |
| Belgique | De Decker                       | Scania L113 CLL AA  | 221464, 221467, 221469, 275162b              | 4                        | Flandre orientale    | 221464, 221467, 275162b, achetés à Cars Lux                               |
| Belgique | De Hauwere                      | Volvo B10B          | 111233                                       | 1                        | Anvers               | Roule depuis 2004 en Flandre occidentale sous le numéro de contrat 221233 |
| Belgique | De Hauwere                      | Volvo B10B          | 221232, 221235                               | 2                        | Flandre occidentale  |                                                                           |
| Belgique | Demuynck & Vansteeland          | Volvo B10B          | 550506-550507                                | 2                        | Flande occidentale   | Ex-Autobus Vandeweege 550507, acheté aux Autocars de Boeck                |
| Belgique | Demuynck & Vansteeland          | Volvo B10R-55       | 550508                                       | 1                        | Flandre occidentale  |                                                                           |
| Belgique | Dierickx Airport                | Scania L113CLB      | 22, 23, 25, 33 en 34                         | 5                        | Brussels Airport     | Destinés au transport du personnel et des passagers                       |
| Belgique | Egmont Autobusuitbaning         | Volvo B10B          | 220602                                       | 1                        | Flandre orientale    |                                                                           |
| Belgique | Ets. Fr. Cardona et Deltenre    | Scania L113 CLB AA  | 905179-905180                                | 2                        | Brabant wallon       |                                                                           |
| Belgique | Ets. Poncin et Clébant          | Scania L94 IB4X2    | 605108                                       | 1                        | Luxembourg           |                                                                           |
| Belgique | Ets. Poncin et Clébant          | Scania L113 CLB AA  | 605106                                       | 1                        | Luxembourg           |                                                                           |
| Belgique | G. Liénard et Cie               | Scania L94 UB4X2    | 559135-559136                                | 2                        | Hainaut              |                                                                           |
| Belgique | G. Liénard et Cie               | Volvo B10M          | 559119-559120, 559133                        | 3                        | Hainaut              |                                                                           |
| Belgique | Garage du Perron                | Scania L94 UB4X2    | 754144                                       | 1                        | Liège                |                                                                           |
| Belgique | Garage du Perron                | Volvo B10B          | 754134-754137, 754140-754143                 | 7                        | Liège                |                                                                           |
| Belgique | Garage du Perron                | Volvo B10R          | 754138-754139                                | 2                        | Liège                |                                                                           |
| Belgique | Le Cinacien                     | Volvo B10B          | 503108a                                      | 1                        | Liège                | Ex-Bertrand Fernand                                                       |
| Belgique | Le Cinacien                     | Scania L113 CLB AA  | 503164                                       | 1                        | Liège                | Ex-Sophibus 561160                                                        |
| Belgique | Parmentier Autobus              | Volvo B10R-55       | 550804                                       | 1                        | Flandre occidentale  | Ex-363134                                                                 |
| Belgique | Roman                           | Volvo B10M          | 462110, 462112, 462113                       | 3                        | Hainaut              |                                                                           |
| Belgique | Sophibus                        | Scania L94 IB4X2    | 561159, 561163-561164                        | 3                        | Namur                |                                                                           |
| Belgique | Sophibus                        | Scania L113 CLB AA  | 561160                                       | 1                        | Namur                | Transféré chez Le Cinacien (503164)                                       |
| Belgique | Sophibus                        | Scania L113 CLB AA  | 561155-561157                                | 3                        | Namur                | Ex-Autobus Piot                                                           |
| Belgique | Sophibus                        | Scania L113 CLB AA  | 561158, 561161                               | 2                        | Namur                | Ex-Satracom                                                               |
| Pays-Bas | Connexxion                      | IVECO 391.E. 12.29A | 15                                           | 1001-1005, 1231-1240     | Hollande-Méridionale | Ex-ZWN-Groep, exex-ZWN Transféré chez Connexxion Tours                    |
| Pays-Bas | Connexxion Tours                | IVECO 391.E. 12.29A | 10                                           | 522-528, 883, 1236, 1240 | Diverses régions     | Ex-Connexxion, exex-ZWN-Groep, exexex-ZWN                                 |
| Pays-Bas | ZWN/ZWN-Groep                   | IVECO 391.E. 12.29A | 15                                           | 1001-1005, 1231-1240     | Hollande-Méridionale | Transféré chez Connexxion                                                 |